# Francisco Sobrino (lexicògraf)
Francisco Sobrino, fou un lingüista i lexicògraf castellà, actiu a la primera meitat del segle xviii.
Es disposa de molt poques dades sobre la seva vida, llevat que s'hauria dedicat a la carrera militar i que fou mestre de llengua castellana a la cort de Brussel·les.

## Obres
Fou autor de:

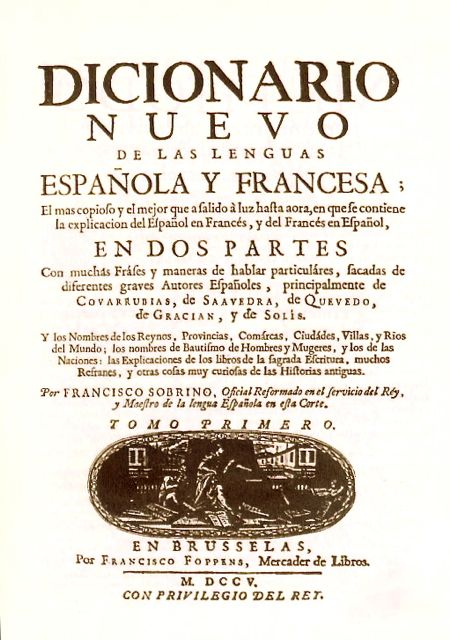
Portada del "Diccionario nuevo de las lenguas española y francesa" (1705), de Francisco Sobrino

- Nouvelle grammaire espagnole (1697), obra basada en la gramàtica de castellà per a francesos de César Oudin.[1]
- Diccionario nuevo de las lenguas española y francesa (1705), també basat en el Tesoro de las dos lenguas francesa y española d'Oudin.[1]
- Methode facile pour aprendre la Langue Espagnole; par l'arangement des mots selon la construction de l'Univers, avec les principaux termes des Arts & des Sciences (1705), que és un apèndix del Diccionario nuevo… abans esmentat, si bé només consta en la primera edició d'aquest (1705), i no en les posteriors. Es tracta d'una nomenclatura castellano-francesa inspirada o plagiada de l'Indiculus universalis (Lió, 1667) del jesuïta François-Antoine Pomey. Al seu torn, aquest Methode de Sobrino és la font de la nomenclatura catalano-francesa de 1718 titulada Methodo per encontrar ab facilitat lo arreglament de varios y differents vocables segons la construcció del Univérs, ab los principals termes dels arts, y ciencias.[2][b]
- Diálogos nuevos en español y francés (1708), que es basen en els Diálogos muy apazibles, escritos en Lengua Española y traduzidos en Francés (París, 1608) d'Oudin, que alhora es basa en els Pleasant and Delightfull Dialogues in Spanish and English de John Minsheu.[1]
- Secretario español (1720), obra que sí que es considera original de Sobrino.[1]